# Jörn Thießen

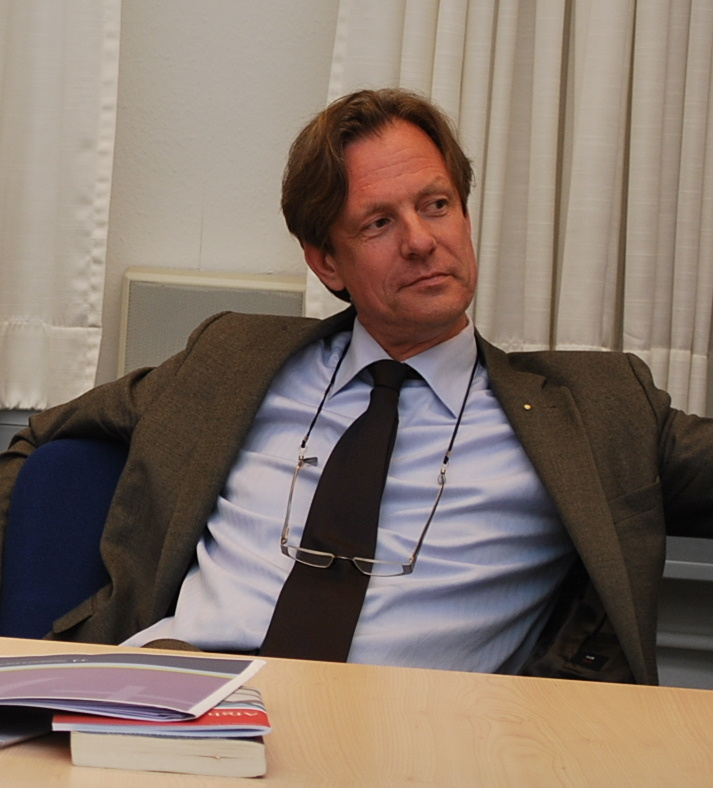
Jörn Thießen (2010)

Jörn Thießen (* 15. Dezember 1961 in Kellinghusen) ist ein ehemaliger deutscher Politiker (SPD). Er war von 2005 bis 2009 Mitglied des Deutschen Bundestages und dort von September 2007 bis 2009 Sektenbeauftragter der SPD-Bundestagsfraktion. Seit 2022 ist der studierte Theologe Leiter der Abteilung H (Heimat, Zusammenhalt und Demokratie) im Bundesministerium des Innern und für Heimat.

## Ausbildung und Beruf
Nach dem Abitur 1981 an der Kaiser-Karl-Schule in Itzehoe absolvierte Thießen ein Studium der Evangelischen Theologie, der Germanistik und der Geschichte der Medizin in Kiel und Berlin, das er 1992 mit dem ersten theologischen Examen beendete. Neben dem Studium war Thießen von 1985 bis 1987 Mitarbeiter der SPD-Fraktion im Landtag von Schleswig-Holstein und im Abgeordnetenbüro des damaligen Oppositionsführers Björn Engholm. Nach der Wahl Engholms zum Ministerpräsidenten von Schleswig-Holstein war Thießen von 1988 bis 1992 dessen persönlicher Referent und stellvertretender Büroleiter.
Von 1992 bis 1994 war Thießen Assistent am Institut für Systematische Theologie an der Christian-Albrechts-Universität Kiel und leistete gleichzeitig sein Vikariat in Hamburg-Bahrenfeld ab. 1994 erfolgte dann nach seinem Examen die Ordination zum Pastor.
1997 wurde Thießen Mitarbeiter im Abgeordnetenbüro des damaligen Vorsitzenden der SPD-Bundestagsfraktion, Rudolf Scharping. Nachdem Scharping nach der Bundestagswahl 1998 zum Bundesminister der Verteidigung ernannt worden war, wurde Thießen zunächst sein persönlicher Referent und übernahm später auch die Leitung des Ministerbüros. Nach der Entlassung von Scharping im Juli 2002 schied auch Thießen aus dem Verteidigungsministerium aus. Von 2002 bis 2005 war er Direktor und Professor des Sozialwissenschaftlichen Instituts der Bundeswehr (SOWI) in Strausberg. 2010 wurde er Leiter des Fachbereiches Human- und Sozialwissenschaft und Direktor bei der Führungsakademie der Bundeswehr (FüAkBw) in Hamburg. Nach einer Umgliederung der Führungsakademie leitete er bis 2022 deren Fakultät für Politik, Strategie und Gesellschaftswissenschaften. Er war zudem Stellvertretender Präses des dortigen Wissenschaftlichen Forums für Internationale Sicherheit (WIFIS). 2022 wechselte er Thießen von der Führungsakademie ins Bundesministerium des Innern und für Heimat, wo er die Leitung der Abteilung H (Heimat) von seinem Vorgänger Michael Frehse übernahm.
Thießen ist verheiratet und hat drei Kinder.

## Partei
Thießen trat 1979 in die SPD ein. Von 1980 bis 1985 sowie von 1986 bis 1988 gehörte er dem Landesvorstand der Jusos in Schleswig-Holstein an, davon mehrere Jahre als stellvertretender Landesvorsitzender.

## Abgeordneter
Von 2005 bis 2009 war Thießen Mitglied des Deutschen Bundestages und dort seit September 2007 Sektenbeauftragter der SPD-Bundestagsfraktion. Er gehörte dem Verteidigungsausschuss an. Thießen hatte, wie 2009 bekannt wurde, einen Sitz im Präsidium der Deutschen Gesellschaft für Wehrtechnik, was er jedoch gegenüber dem Bundestag nicht angemeldet hatte.

## Positionen
Wegen der immer weiter sinkenden Wahlbeteiligung fordert Thießen – wie bspw. in Belgien – eine strafbewehrte Wahlpflicht in Deutschland. Er begründet dies mit der Verpflichtung der gewählten Parlamentarier ihrerseits, im Parlament abstimmen zu müssen.

## Schriften (Auswahl)
- Die Rente, der Wald und der Frieden. Das Gewissen im täglichen Einsatz. In: Ines-Jacqueline Werkner, Nina Leonhard (Hrsg.): Aufschwung oder Niedergang?. Religion und Glauben in Militär und Gesellschaft zu Beginn des 21. Jahrhunderts. Lang, Frankfurt am Main u. a. 2003, ISBN 3-631-51610-X, 295–303.
- Wissen schafft Deutungsmacht. In: Uwe Hartmann, Claus von Rosen (Hrsg.): Wissenschaften und ihre Relevanz für die Bundeswehr als Armee im Einsatz. Hartmann, Miles-Verlag, Berlin 2013, ISBN 978-3-937885-67-4, S. 24–33.
- True love? Neue Herausforderungen für die Militärsoziologie nach der Wende. In: Angelika Dörfler-Dierken, Gerhard Kümmel (Hrsg.): Am Puls der Bundeswehr. Militärsoziologie in Deutschland zwischen Wissenschaft, Politik, Bundeswehr und Gesellschaft (= Schriftenreihe des ZMSBw. Band 1). Springer VS, Wiesbaden 2015, ISBN 978-3-658-11493-0, S. 57–66.